# Muschelkalkhänge der Nietleben-Bennstedter Mulde
Koordinaten: 51° 30′ 5″ N, 11° 49′ 6″ O

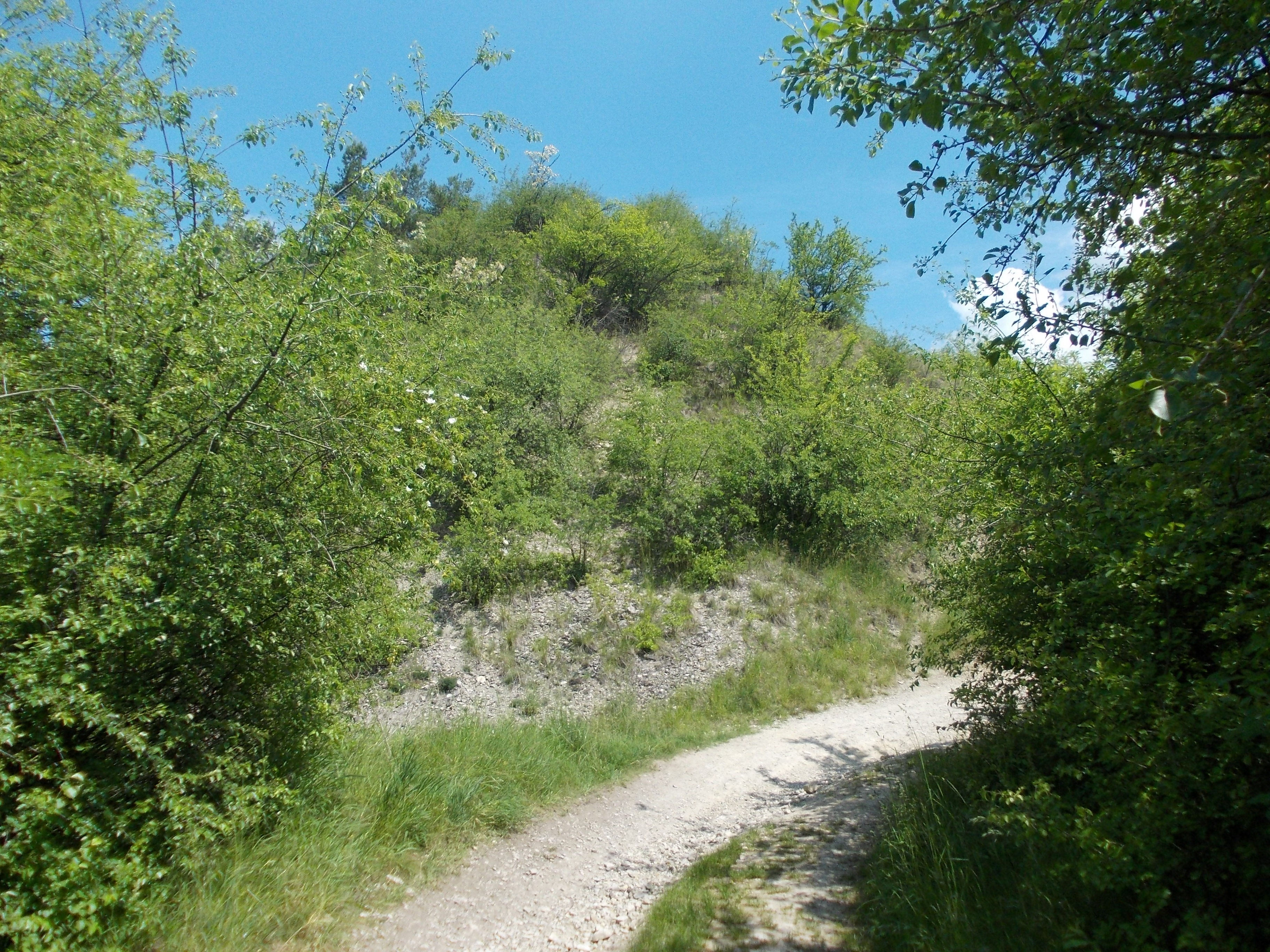
Naturschutzgebiet „Muschelkalkhänge der Nietleben-Bennstedter Mulde“

Die Muschelkalkhänge der Nietleben-Bennstedter Mulde sind ein Naturschutzgebiet in der Gemeinde Salzatal im Saalekreis in Sachsen-Anhalt.
Das Naturschutzgebiet mit dem Kennzeichen NSG 0266 ist 73 Hektar groß. Es ist größtenteils Bestandteil des FFH-Gebietes „Muschelkalkhänge westlich Halle“. Das Gebiet steht seit 2004 unter Schutz (Datum der Verordnung: 20. September 2004). In ihm ist das 1967 ausgewiesene, bisherige Naturschutzgebiet „Schauchenberg“ mit 3,6 Hektar Fläche aufgegangen. Zuständige untere Naturschutzbehörde ist der Saalekreis.
Das aus fünf Teilflächen bestehende Naturschutzgebiet liegt nordwestlich von Halle (Saale) im Naturpark Unteres Saaletal. Es erstreckt sich in einem Halbkreis zwischen den Orten Bennstedt, Köllme und Lieskau und stellt ein Mosaik verschiedener, überwiegend trockener Biotoptypen an den überwiegend nach Westen und Norden exponierten, zu einem Kalkmassiv des Unteren Muschelkalks gehörenden Hängen von Schauchenberg, Kirchenberg und Nikolausberg unter Schutz. Im Naturschutzgebiet sind Fels- und Schotterfluren, Trocken- und Halbtrockenrasen, Feldhecken, Feldgehölze, Streuobstwiesen, aufgelassene Steinbrüche und ein extensiv genutztes Ackerwildkrautschutzgebiet, das 1985 ausgewiesen wurde und sich auf der Plateaufläche befindet, zu finden. Umgeben sind die Flächen vielfach von flachgründigen, wenig ertragreichen Ackersäumen. Felsige und sehr flachgründige Standorte werden von Steinkraut-Blauschwingelfluren sowie Gamander-Blaugrastrockenrasen eingenommen. Auf schotterreichen Böden treten Traubengamander-Wimperperlgrasfluren auf. Auf tiefgründigeren Böden siedeln Furchenschwingel-Fiederzweckenrasen. An einigen Hangoberkanten gesellen sich dazu Schwingel-Haarpfriemengrasrasen. Auf den Trockenrasen siedeln zahlreiche Orchideen wie z. B. das Helmknabenkraut. Weiterhin sind u. a. Badener Rispengras, Haarpfriemengras, Echtes Federgras, Silberdistel, Echte Kugelblume, Graues Sonnenröschen, Steppenwolfsmilch, Pferdesesel und Frühlingsadonisröschen zu finden. Das Ackerwildkrautschutzgebiet beherbergt typische Arten der Haftdolden-Adonisröschengesellschaft wie Ackerhaftdolde und Rundblättriges Hasenohr. Hecken und Gehölze werden von Steinweichsel, Hunds- und Weinrose, Liguster, Schlehdorn und Eingriffeligem Weißdorn gebildet. Einige weniger steile Hangflächen wurden mit zum Teil standortfremden Gehölzen wie Schwarzkiefer, Blasenstrauch, Schneebeere, Flieder und Robinie aufgeforstet.
Das Naturschutzgebiet ist Lebensraum für zahlreiche gefährdete Schmetterlings-, Bienen- und Schwebfliegenarten. Weiterhin wurden im Naturschutzgebiet 17 Heuschrecken- und 77 Laufkäferarten nachgewiesen. In Nieschen und Stollen der ehemaligen Steinbrüche leben verschiedene Fledermäuse. Die Stollen dienen teilweise auch als Winterquartier, so für Mopsfledermaus und Großes Mausohr. Die Steinbrüche, in denen früher Muschelkalk abgebaut wurde, stellen wertvolle Geotope dar.
Im Naturschutzgebiet brüten u. a. Wachtel, Neuntöter, Grauammer und Sperbergrasmücke. Außerdem sind u. a. Wespenbussard und Wendehals hier heimisch.
Teile des Schutzgebietes wurden früher mit Schafen beweidet. Zum Erhalt der Trockenrasengesellschaften sind Entkusselungsmaßnahmen sowie die Wiederaufnahme der extensiven Beweidung nötig. Das Naturschutzgebiet ist größtenteils von landwirtschaftlichen Nutzflächen umgeben. Bei Köllme und Bennstedt grenzt es auch direkt an die Wohnbebauung der Orte sowie stellenweise an öffentliche Straßen. Durch die nordwestlich von Lieskau liegende Teilfläche verläuft die ehemalige Bahnstrecke Halle Klaustor–Hettstedt. Die Bundesautobahn 143 (Westumfahrung Halle), deren Weiterbau zwischen der Bundesstraße 80 bei Bennstedt und der Bundesautobahn 14 bei Görbitz geplant ist, würde zwischen den Teilflächen bei Lieskau im Osten und den Teilflächen bei Köllme im Westen verlaufen.